# Borikenophis portoricensis
Espèce
Synonymes
- Alsophis portoricensis Reinhardt & Lütken, 1862
- Alsophis anegadae Barbour 1917
- Alsophis nicholsi Grant 1937
- Alsophis nicholsi richardi Grant 1946
- Alsophis portoricensis aphantus Schwartz 1966
- Alsophis portoricensis prymnus Schwartz 1966

Borikenophis portoricensis est une espèce de serpents de la famille des Dipsadidae.

## Répartition
Cette espèce est endémique du banc de Porto Rico aux Antilles. Elle se rencontre à Porto Rico et aux îles Vierges.

## Liste des sous-espèces
Selon The Reptile Database (27 août 2013) :
- Borikenophis portoricensis anegadae (Barbour, 1917) de Anegada, Guana, Mosquito Island, Necker, Tortola et Virgin Gorda
- Borikenophis portoricensis aphantus (Schwartz, 1966) de Vieques
- Borikenophis portoricensis nicholsi (Grant, 1937) de Buck Island
- Borikenophis portoricensis portoricensis (Reinhardt & Lütken, 1862) de Porto Rico
- Borikenophis portoricensis prymnus (Schwartz, 1966) de Porto Rico
- Borikenophis portoricensis richardi (Grant, 1946) de Culebra, Saint Thomas, Peter Island et Salt Island

## Étymologie
Son nom d'espèce, composé de portoric[o] et du suffixe latin -ensis, « qui vit dans, qui habite », lui a été donné en référence au lieu de sa découverte.

## Publications originales
- Reinhardt & Lutken, 1863 : Bidrag til det vestindiske Öriges og navnligen til de dansk-vestindiske Öers Herpetologie. Videnskabelige meddelelser fra den Naturhistoriske forening i Kjöbenhavn, vol. 1862, no 10/18, p. 153-291 (texte intégral).
- Barbour, 1917 : Notes on the herpetology of the Virgin Islands. Proceedings of the Biological Society Washington, vol. 30, p. 97-103 (texte intégral).
- Grant, 1937 : Herpetological notes with new species from the American and British Virgin Islands, 1936. Journal of the Department of Agriculture of Puerto Rico, vol. 21, p. 503-522.
- Grant 1946 : A new name for Alsophis antillensis. Journal of Agriculture of the University of Puerto Rico, vol. 30, p. 118-125.
- Schwartz, 1966 : Snakes of the genus Alsophis in Puerto Rico and the Virgin Islands. Studies on the Fauna of Curacao and Other Caribbean Islands, vol. 23, no 90, p. 175-227.